# Vielle-Adour
Vielle-Adour (okzitanisch Vièla Ador) ist eine französische Gemeinde mit 488 Einwohnern (Stand 1. Januar 2022) im Département Hautes-Pyrénées in der Region Okzitanien (vor 2016 Midi-Pyrénées). Sie gehört zum Arrondissement Tarbes und zum Kanton Moyen-Adour. Die Bewohner nennen sich Viellois.

## Geografie
Vielle-Adour liegt etwa zehn Kilometer südsüdöstlich von Tarbes in der historischen Provinz Bigorre am Canal d’Alaric, einem Seitenkanal des Flusses Adour, im Vorland der Pyrenäen. Umgeben wird Vielle-Adour von den Nachbargemeinden Bernac-Dessus im Norden, Hitte im Nordosten, Orignac im Osten und Südosten, Montgaillard im Süden, Hiis im Westen und Südwesten sowie Arcizac-Adour im Westen und Nordwesten.

## Bevölkerungsentwicklung
| Jahr                       | 1962 | 1968 | 1975 | 1982 | 1990 | 1999 | 2006 | 2011 | 2020 |
| Einwohner                  | 347  | 335  | 301  | 348  | 362  | 422  | 478  | 503  | 500  |
| Quellen: Cassini und INSEE |      |      |      |      |      |      |      |      |      |

## Sehenswürdigkeiten

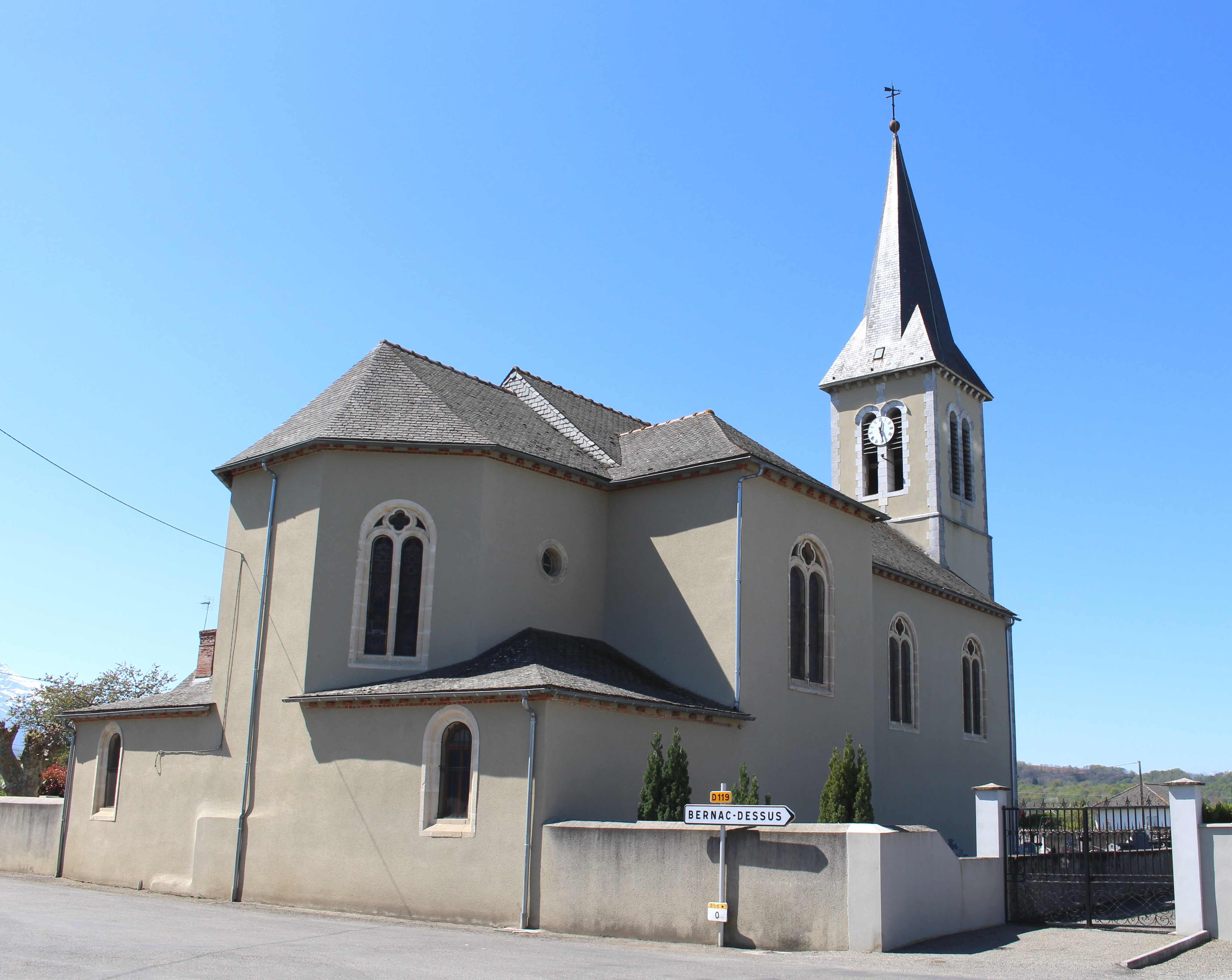
Kirche Saint-Jean-l’Evangéliste

- Kirche Saint-Jean-l’Evangéliste
- Pfarrhaus aus dem 18. Jahrhundert